# Бергліхт
Бергліхт (нім. Berglicht) — громада в Німеччині, розташована в землі Рейнланд-Пфальц. Входить до складу району Бернкастель-Віттліх. Складова частина об'єднання громад Тальфанг-ам-Ербескопф.
Площа — 7,55 км2. Населення становить 429 ос. (станом на 31 грудня 2020).

## Галерея

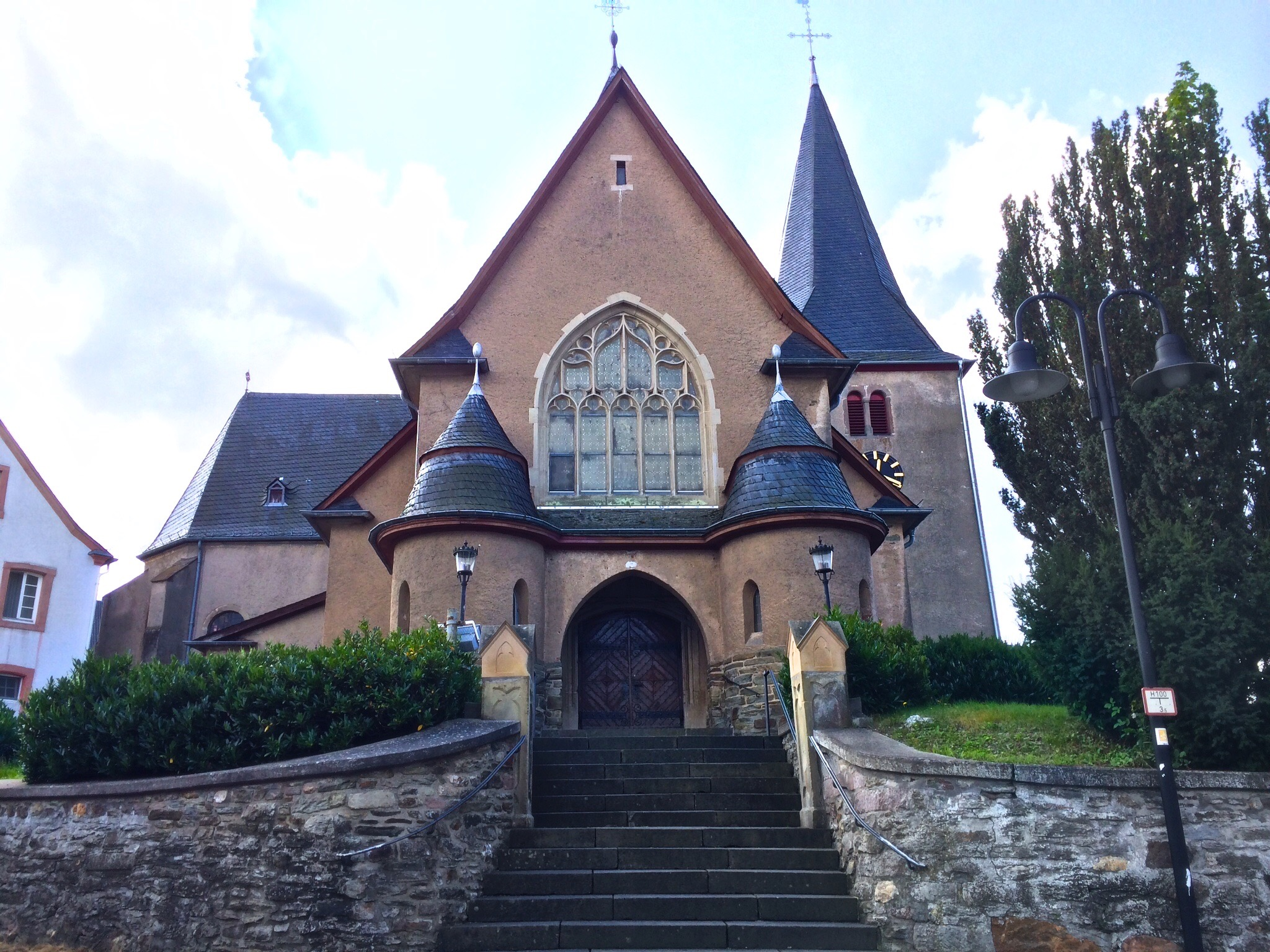